# شاهزاده‌نشین چغانیان
شاهزاده‌نشین چغانیان شامل دو دودمان تاریخی بود که بر منطقه چغانیان فرمان می‌راند. نخستین آن‌ها یک کنفدراسیون هپتالی بود که از سده ۵ تا ۷ میلادی بر این منطقه حاکم بود که پس از آن یک دودمان محلی ایرانی جای آن‌ها را گرفتند و تا سده هشتم بر این منطقه فرمان راندند. لقب فرمانروایان این دودمان «چغان خدا» (به ایرانی میانه: چَگینیگان خوْدای) بود.